# Igor Kisiel
Igor Kisiel (ur. 17 listopada 1910 w Szawlach, zm. 24 sierpnia 1988 we Wrocławiu) – polski inżynier, wykładowca Politechniki Śląskiej i Politechniki Wrocławskiej, prorektor Politechniki Wrocławskiej, doktor honoris causa Politechniki Gdańskiej i Politechniki Wrocławskiej, specjalista z geotechniki, reologii i mechaniki gruntów.

## Działalność naukowa i zawodowa
Do 1930 mieszkał na Wileńszczyźnie. Studia wyższe rozpoczął na Wydziale Matematyczno-Przyrodniczym Uniwersytetu Stefana Batorego w Wilnie, od 1931 w Warszawie. Absolwent Wydziału Inżynierii Lądowej Politechniki Warszawskiej w 1936. W latach 1936–1939 pracował w Ministerstwie Komunikacji w Biurze Dróg Wodnych. Po wybuchu II wojny światowej był w Warszawie. Od 1944 do 1945 pracował w Zarządzie dróg na froncie. Od 1946-1950 na Politechnice Śląskiej w Gliwicach, był głównym inżynierem w Biurze Projektów Budownictwa Przemysłowego w Gliwicach od 1948 do 1952. W latach 1950–1980 pracował na Politechnice Wrocławskiej. W 1950 na Wydziale Inżynieryjno-Budowlanym Politechniki Śląskiej uzyskał doktorat. W 1958 roku został mianowany docentem, w 1966 profesorem nadzwyczajnym a w 1969 profesorem zwyczajnym.
W latach 1953–1968 był kierownikiem Katedry Budownictwa Żelbetowego (Fundamentowania) na Wydziale Budownictwa, prorektorem do spraw studiów zaocznych od 1954 do lutego 1956, prodziekanem i dziekanem Wydziału Budownictwa od 1958 do 1961. Od września 1968 do 1975 był dyrektorem i organizatorem Instytutu Geotechniki. Był jednym z organizatorów Oddziału Górnictwa Odkrywkowego w 1964, od 1968 Wydziału Górniczego na Politechnice Wrocławskiej. Był redaktorem Zeszytów Naukowych Politechniki Wrocławskiej. Od 1980 na emeryturze. W latach 1955–1957 pracował w Akademii Nauk w Chinach.
- Członek korespondent Polskiej Akademii Nauk (1969)[1]
- Członek rzeczywisty Polskiej Akademii Nauk (1977)[1]
- Członek wielu organizacji naukowych: Polskiego Komitetu Geotechniki, Towarzystwa Naukowego Wrocławskiego, Polskiego Towarzystwa Mechaniki Teoretycznej i Stosowanej, Międzynarodowego Stowarzyszenia Mechaniki Gruntów i Fundamentów (1965-1988), Międzynarodowego Stowarzyszenia Mechaniki Skał. Należał do Polskiego Związku Inżynierów i Techników Budownictwa.
- W 1946-1954 był rzeczoznawcą Wyższego Urzędu Górniczego w Katowicach.
- Należał do grona twórców i projektantów oraz konsultantów największych inwestycji geotechnicznych w Polsce.
- Był autorem, współautorem ponad 160 publikacji na temat dynamiki budowli, reologii gruntów, w tym 4 książek. Promotor 19 doktoratów.
- Autor kilkuset prac projektowych, ekspertyz w odbudowie i rozbudowie przemysłu wydobywczego i energetyki, m.in.: Rybnickiego Okręgu Węglowego, Kombinatu Paliwowo-Energetycznego „Turów”, kopalni węgla brunatnego w Turowie i kopalni węgla brunatnego i elektrowni w Bełchatowie. Był redaktorem czasopisma naukowego „Studia Geotechnika” od 1970-1980.
- Doktor honoris causa Politechniki Wrocławskiej (1985)
- Doktor honoris causa Politechniki Gdańskiej (1985)
- Gmach Instytutu Budownictwa Politechniki Wrocławskiej od 15 XI 1999 został nazwany imieniem Igora Kisiela, nazwisko umieszczono na tablicy osób najbardziej zasłużonych dla Politechniki Wrocławskiej i tablica pamiątkowa na ścianie Soboru Narodzenia Przenajświętszej Bogurodzicy we Wrocławiu (30 kwietnia 2012).

Zmarł 24 sierpnia 1988 r., a jego grób znajduje się  we Wrocławiu na Cmentarzu Grabiszyńskim.

## Główne dzieła[3]
- Dynamika fundamentów pod maszyny (1957),
- Reologia w budownictwie (1967),
- Zarys reologii gruntów, t.1 (1966),
- Zarys reologii gruntów, t.2 (1969),
- Budownictwo betonowe, t.12 (1971).

## Ordery i odznaczenia
- Order Sztandaru Pracy II klasy[4]
- Krzyż Oficerski Orderu Odrodzenia Polski
- Złoty Krzyż Zasługi (1955)[5]
- Medal za wybitne zasługi dla rozwoju Politechniki Wrocławskiej (1973)
- Nagroda Kolegium Rektorów Uczelni Wrocławia (1980)